# Persona 4
Persona 4, thường được biết đến với tên Shin Megami Tensei: Persona 4 là phiên bản thứ năm của series Persona được phát triển và phát hành bởi Atlus dành cho hệ máy PlayStation 2. Series Persona là 1 spin-off của series Shin Megami Tensei, một dòng trò chơi lớn hơn. Persona 4 phát hành vào ngày 10 tháng 7 năm 2008 cho hệ PlayStation 2 tại Nhật Bản, sau đó phát hành tại Bắc Mỹ vào tháng 12 năm 2008 và tại châu Âu vào tháng 3 năm 2009. Phiên bản mở rộng Persona 4: Golden với nhiều tình tiết mở rộng đã phát hành vào ngày 14 tháng 6 năm 2012 tại Nhật Bản cho hệ máy PlayStation Vita và ngày 13 tháng 6 năm 2020 cho Microsoft Windows cho toàn thế giới.
Trong trò chơi, người chơi sẽ vào vai một nam sinh trung học, vừa chuyển đến sống với chú của mình trong một thị trấn nhỏ tại miền quê Nhật Bản. Tại đây, một loạt vụ giết người đã xảy ra vào thời điểm sương mù bao phủ và theo một cách thức rất bí hiểm. Người chơi cùng những người bạn mới cùng nhau điều tra vụ án và phát hiện ra một thế giới song song nơi những sinh vật bí hiểm được gọi là Shadow sinh sống, họ đã quyết định phiêu lưu trong thế giới này để giải cứu các nạn nhân bị mắc kẹt và tìm kiếm kẻ chủ mưu. Để có thể chống lại các Shadow, các nhân vật phải triệu hồi các Persona vốn chính là những tính cách bên trong con người xuất hiện dưới dạng những vị thần hay sinh vật thần thoại mang nhiều quyền năng đặc biệt. Mặt khác của trò chơi là khi người chơi ở trong thế giới bình thường, nơi không phải chiến đấu với các Shadow thì Persona 4 sử dụng yếu tố mô phỏng xã hội, người chơi sẽ nói chuyện, kết bạn, mua sắm cũng như có thể hẹn hò với các nhân vật nữ để tăng sự liên kết của nhân vật chính với xã hội, từ đó tính cách trở nên trưởng thành hơn giúp triệu tập các Persona mạnh hơn khi chiến đấu (nhưng nếu hẹn hò với nhiều người quá sẽ khiến nhân vật chính gặp rắc rối to sau đó nếu không biết cách xử lý).
Trò chơi đã được chuyển thể thành nhiều loại hình truyền thông khác và trở thành một nhánh thương hiệu của Persona với các chuyển thể như các drama CD, manga, trò chơi điện tử... Cũng như nhiều vật dụng mà các nhân vật sử dụng cũng đã được làm. AIC ASTA và Aniplex đã thực hiện hai chuyển thể anime của trò chơi và phát sóng tại Nhật Bản từ ngày 06 tháng 10 năm 2011 đến ngày 29 tháng 3 năm 2012 với 25 tập. Một chuyển thể anime khác do A-1 Pictures thực hiện đã phát sóng tại Nhật Bản từ ngày 11 tháng 7 đến ngày 26 tháng 9 năm 2014 với 12 tập.

## Lối chơi
Persona 4 pha trộn giữa lối chơi RPG truyền thống và yếu tố mô phỏng xã hội. Người chơi vào vai 1 thiếu niên do người chơi tự đặt tên, tới thị trấn Inaba trong 1 năm. Lối chơi được chia giữa cuộc sống ở thế giới thật Inaba, nơi nhân vật chính sống 1 cuộc sống thường ngày, và "Thế Giới TV" đầy bí ẩn, nơi các hầm ngục đầy rẫy những quái vật được biết đến với cái tên Shadows đang chờ đợi. Ngoại trừ 1 vài sự kiện đặc biệt hay tiến trình cốt truyện, người chơi có thể lựa chọn dành thời gian của họ vào việc gì mà họ thích, tham gia nhiều hoạt động ở thế giới thật như tham gia các hoạt động của CLB trường, làm việc bán thời gian hay đọc sách, hoặc thám hiểm hầm ngục trong Thế Giới TV để kiếm điểm kinh nghiệm và vật phẩm. Ngày được chia thành các thời điểm trong ngày, chủ yếu là "Sau giờ học/Ban ngày" và "Chiều tối", hầu hết mọi hoạt động đều sẽ chuyển giao thời gian. 1 vài hoạt động bị giới hạn bởi thời điểm trong ngày, ngày trong tuần và thời tiết, đa số hành động đều không thể làm được nếu người chơi bước vào Thế giới TV vào ngày đó. Hơn nữa, 1 vài hoạt động và lựa chọn lời thoại có thể bị giới hạn bởi 5 chỉ số đặc tính của nhân vật chính bao gồm: sự thấu hiểu, sự cần cù, sự can đảm, sự hiểu biết và sự bày tỏ. Các chỉ số này có thể tăng lên bằng cách thực hiện 1 vài hoạt động có thể tăng được loại chỉ số đó. Dù người chơi có thể thoải mái lựa chọn việc dành thời gian vào việc gì, nhưng nếu họ thất bại trong việc giải cứu ai đó bị kẹt trong Thế gới TV vào thời điểm sương mù xuất hiện trong thị trấn, xảy ra khi có mưa liên tục vài ngày, người đó sẽ bị Shadow giết chết và trò chơi sẽ kết thúc, buộc người chơi phải trở về 1 tuần trước đó. Càng về sau, nhân vật chính sẽ hình thành mối quan hệ với các nhân vật khác nhau, được biết đến với tên gọi là cơ chế "Social Links". Mỗi người sẽ đại diện cho 1 trong các Lá Ẩn Chính. Khi các mối quan hệ bền vững hơn, Social Link sẽ tăng hạng lên, giúp Persona được thưởng thêm cấp độ khi được tạo ra ở Velvet Room. Hơn nữa, tăng Social Link với các thành viên trong nhóm sẽ giúp họ có thêm một số khả năng như khả năng thực hiện đòn đánh nối hoặc thêm kĩ năng cho Persona của họ.

### Persona
Cơ chế chính của trò chơi xoay quanh Persona, các cá thể có hình thù như nhân vật thần thoại phản chiếu nội tâm của con người và đại diện cho lớp mặt nạ được mọi người đeo lên để đối mặt với khó khăn trong cuộc sống. Mỗi Persona sỡ hữu những kĩ năng riêng của chúng, cũng như có điểm mạnh và yếu ở 1 vài chỉ số. Khi Persona tăng kinh nghiệm từ trận chiến và lên cấp. Persona đó có thể học được những kĩ năng mới bao gồm kĩ năng công kích hoặc hỗ trợ được sử dụng trong trận chiến, hoặc kĩ năng nội tại tạo lợi thế cho nhân vật. Mỗi Persona có thể nắm giữ 8 kĩ năng 1 lúc, chiêu thức cũ cần phải bị quên đi để học được chiêu mới. Mỗi thành viên trong nhóm đều có Persona riêng của họ và đều có thể tiến hóa lên hình dạng mới mạnh hơn sau khi Social Link của họ đã đạt cấp tối đa, nhân vật chính có kĩ năng "Wild Card" giúp nắm giữ được nhiều Persona và có thể chuyển đổi linh hoạt Persona đang sử dụng trong trận chiến để sử dụng được nhiều loại kĩ năng khác nhau. Người chơi có thể có thêm Persona từ "Shuffle Time", khi lên cấp thì nhân vật chính có thể mang thêm được nhiều Persona hơn. Ngoài các hầm ngục, người chơi có thể vô thăm Velvet Room, nơi mà người chơi có thể tạo thêm các Persona mới, hoặc triệu hồi lại những Persona cũ đã từng sở hữu trước đây với 1 cái giá. Persona mới được tạo ra bằng cách kết hợp 2 hay nhiều con hơn để tạo nên 1 con mới và có thể nhận lại được 1 vài kĩ năng của những con đã được đem ra kết hợp. Cấp độ của Persona được tạo ra bị giới hạn bởi cấp độ của nhân vật chính. Nếu người chơi tăng cấp Social Link của 1 Lá Ẩn Chính nào đó thì Persona thuộc Lá Ẩn Chính đó sẽ nhận được điểm kinh nghiệm thưởng thêm khi được tạo ra.

### Chiến đấu
Bên trong thế giới TV, người chơi có 1 nhóm gồm nhân vật chính và 3 nhân vật khác để thám hiểm các hầm ngục được tạo ra 1 cách ngẫu nhiên, mỗi hấm ngục gắn liền với 1 nạn nhân đã bị bắt cóc. Ở mỗi tầng của 1 hầm ngục, người chơi có thể tìm thấy các Shadow, cũng như các rương báu chứa vật phẩm và trang bị. Người chơi vượt qua hầm ngục bằng cách tìm cầu thang nằm ở đâu đó ở mỗi tầng để lên tầng tiếp theo, tiếp tục cho đến khi tới được tầng cuối cùng nơi mục tiêu đang chờ tại đó. Người chơi bắt đầu trận chiến khi tiếp xúc với 1 Shadow. Người chơi sẽ nhận được lợi thế khi tấn công Shadow từ phía sau và bị tấn công từ phía sau sẽ cho kẻ địch nhận được lợi thế. Tương tự như hệ thống Press Turn được sử dụng trong các trò Shin Megami Tensei khác, chiến đấu sử dụng cơ chế đánh theo lượt với nhân vật tấn công kẻ địch sử dụng vũ khí được trang bị, vật phẩm hoặc kĩ năng đặc biệt của Persona. Bên cạnh việc nhân vật chính được điều khiển trực tiếp, các nhân vật khác cũng có thể được điều khiển trực tiếp hoặc chỉ định kiểu chiến đấu trong mục "Tactic - Chiến thuật" (có thể thay đổi chiến thuật cả trong lẫn ngoài trận chiến), giúp thay đổi AI chiến đấu của họ. Nếu nhân vật chính mất hết tất cả HP, trò chơi sẽ kết thúc và người chơi sẽ quay trở về màn hành chính.
Các kĩ năng công kích có nhiều loại thuộc tính bao gồm vật lí, lửa, băng, gió, điện, ánh sáng, bóng tối và vạn năng. Cũng như việc mỗi loại kẻ địch có những đặc tính khác nhau, nhân vật ngưới chơi cũng có điểm mạnh và yếu trước 1 vài đòn tấn công dựa trên Persona hoặc trang bị mà họ đang xài. Bằng cách đánh trúng điểm yếu hoặc thực hiện 1 đòn đánh chí mạng, người chơi có thể đánh gục kẻ địch và nhân vật thực hiện đòn đánh đó sẽ có thêm 1 lượt nữa. Kẻ địch cũng sẽ được nhận thêm lượt nếu đánh trúng điểm yếu của nhân vật. Nếu ngưới chơi đánh gục tất cả kẻ địch, họ sẽ có cơ hội thực hiện đòn "All-Out Attack" - 1 đòn tấn công mà tất cả thành viên trong đội cùng lúc lao thẳng tấn công vào tất cả kẻ địch bị đánh gục, gây 1 lượng lớn sát thương. Kết thúc trận chiến, người chơi nhận được điểm kinh nghiệm, tiến và có thể sẽ có thêm vật phẩm từ trận chiến. Thỉnh thoảng sau trận chiến, người chơi có thể tham gia 1 trò chơi nhỏ có tên "Shuffle:Time" và "Arcana Time", giúp người chơi có thể có thêm Persona mới hoặc nhiều loại thưởng thêm tương ứng.

## Tổng quan

### Bối cảnh và nhân vật
Persona 4 diễn ra tại 1 thị trấn nông thôn hư cấu của Nhật Bản tên là Inaba (稲葉市, Inaba-shi), nằm giữa vùng đồng bằng ngập nước, có khu mua sắm và trường trung học riêng. Những vụ giết người không rõ nguyên nhân đã xảy ra tại thị trấn, nơi các thi thể được tìm thấy bị treo lủng lẳng trên ăng ten truyền hình và nguyên nhân cái chết của họ vẫn chưa được giải đáp. Cùng lúc đó, tin đồn đã bắt đầu lan truyền rằng việc xem tivi bị tắt vào giữa đêm trời mưa sẽ tiết lộ bạn tâm giao của mỗi người. Trò chơi cũng theo chân các nhân vật chính vào Thế giới TV, một vương quốc phủ đầy sương mù chứa đầy quái vật tên là Shadows, chỉ có thể được gặp thông qua các TV.
Nhân vật chính là một học sinh trung học được người chơi tự do đặt tên, sau này được Atlus đặt tên là Narukami Yu, anh đã chuyển từ thành phố để theo học tại Inaba. Ở trường, anh nhanh chóng kết bạn với Hanamura Yosuke, đứa con trai hơi vụng về của người quản lý siêu thị tạp hóa địa phương Junes; Satonaka Chie, một cô gái năng động, có hứng thú với võ thuật; và Amagi Yukiko, một cô gái điềm tĩnh và tinh tế, đang giúp đỡ công việc nhà trọ của gia đình cô. Vài ngày sau khi bắt đầu trò chơi, nhân vật chính, Yosuke và Chie theo dõi tin đồn "Midnight Channel", dẫn họ khám phá Thế giới TV và gặp Teddie, một sinh vật thân thiện xuất hiện dưới dạng trang phục gấu rỗng.

### Cốt truyện
Vào ngày 11 tháng 4 năm 2011, nhân vật chính đến Inaba để sống với gia đình Dojima trong vòng một năm, bao gồm người chú Ryotaro và em họ Nanako, vì cha mẹ anh đang làm việc ở nước ngoài. Ngay sau khi anh đến, một phát thanh viên truyền hình được tìm thấy đã chết, thi thể của cô ấy treo trên một ăng-ten; Saki Konishi, học sinh trung học đã phát hiện ra thi thể, sau đó được tìm thấy đã chết trong tư thế treo ngược từ cột điện thoại. Sau khi nhân vật chính và những người bạn của anh ấy vô tình bước vào thế giới TV, họ gặp Teddie, người đã giúp họ đi lại tự do giữa TV và thế giới thực. Họ đánh thức khả năng Persona của mình, nhận ra rằng những vụ giết người bắt nguồn từ các cuộc tấn công của Shadows, những sinh vật có nguồn gốc từ thế giới TV được tạo ra từ những cảm xúc bị kìm nén và có thể giải cứu một số nạn nhân sẽ là nạn nhân. Lần lượt Yosuke, Chie, Yukiko, Kanji, Rise và Teddie chấp nhận mặt tối mà họ đã chối bỏ và thức tỉnh Persona của bản thân, những mặt tối xuất hiện như là những Shadow khổng lồ trong các khu vực do chính tiềm thức họ tạo ra trong thế giới TV, cho phép họ sử dụng Persona và từng người lần lượt gia nhập nhóm. Mitsuo Kubo, một học sinh từ một trường trung học khác, người đã biến mất sau cái chết của Kinshiro Morooka, giáo viên chủ nhiệm cũ của nhân vật chính, ban đầu được cho là hung thủ của các vụ giết người; Cuối cùng người ta biết rằng Kubo chỉ giết Morooka và không tham gia vào các vụ giết người khác. Naoto Shirogane, một "Hoàng tử thám tử" nổi tiếng toàn quốc đang điều tra vụ án, cũng được giải cứu và có được Persona, gia nhập nhóm  và bị phát hiện rằng "anh" thực sự là một cô gái cải trang thành nam giới để tránh sự phân biệt giới tính của cảnh sát.
Biến cố ập đến khi Ryotaro Dojima buộc tội nhân vật chính có liên quan đến vụ giết người. Nanako bị bắt cóc trong cuộc thẩm vấn của nhân vật chính, dẫn đến việc Ryotaro tham gia vào một cuộc truy đuổi bằng xe với thủ phạm. Cuộc rượt đuổi kết thúc khi cả hai cùng đâm nhau; kẻ bắt cóc trốn thoát cùng Nanako thông qua một chiếc tivi được đặt trong xe tải của hắn, và Ryotaro bị thương nặng đã giao nhiệm vụ giải cứu cô bé cho cả nhóm. Nhóm theo dõi họ trong thế giới TV; thủ phạm, Taro Namatame, trở thành Kunino-Sagiri tấn công họ nhưng bị đánh bại, cả hắn và Nanako được đưa đến bệnh viện Inaba. Trong thời gian Nanako ở lại bệnh viện, sương mù vẫn tồn tại trong thế giới thực quá thời hạn, khiến cư dân của Inaba ngày càng hoảng sợ. Khi Nanako dường như đã chết, cả nhóm đối mặt với Namatame một cách tức giận, và một Namatame giả làm Shadow xuất hiện trên Midnight Channel để khiến nhóm nổi điên và ném anh ta vào TV; với tư cách là nhân vật chính, người chơi phải giúp những người khác nhận ra rằng Namatame không phải là kẻ giết người bằng cách chỉ ra việc thiếu động cơ thích hợp, và sau đó làm việc để xác định rằng trợ lý của Ryotaro, Tohru Adachi, là kẻ giết người thực sự. Quyết định ném Namatame vào TV dẫn đến việc Nanako chết thật sự, trong khi tha thứ cho anh ta sẽ khiến cô ấy được hồi sinh một cách kỳ diệu. Việc không suy ra được danh tính của kẻ giết người thực sự dẫn đến bí ẩn sẽ không được giải đáp. Giết Namatame hoặc không giải được bí ẩn dẫn đến sương mù lặp đi lặp lại vĩnh viễn, điều này cuối cùng sẽ dẫn đến sự diệt vong của nhân loại.
Sau khi xác định được thủ phạm là Adachi, cả nhóm đuổi theo và tìm thấy anh ta trong thế giới TV. Adachi giải thích rằng hành động của anh ấy là vì cả sự chán nản và niềm tin rằng nhân loại tốt hơn nên tin vào những gì "nó" muốn; những tuyên bố của anh ta bị đảng bác bỏ như là lời nói của một kẻ điên. Sau khi chiến đấu với Adachi, anh ta bị điều khiển bởi Ameno-sagiri, thứ đó tiết lộ rằng sương mù có hại cho con người và cuối cùng sẽ khiến nhân loại rơi vào trạng thái vô minh vĩnh viễn và biến thành Shadow. Sau thất bại của mình, nó đồng ý dỡ bỏ sương mù, chúc mừng cả nhóm về quyết tâm của họ. Bị đánh bại, Adachi đồng ý chịu trách nhiệm về hành động của mình và tự giao nộp mình. Trò chơi chuyển sang ngày trước khi nhân vật chính phải về nhà. Nếu người chơi quay trở lại dinh thự của Dojima, trò chơi sẽ kết thúc với việc cả nhóm tiễn nhân vật chính khi anh ta rời khỏi Inaba. Ngoài ra, nếu người chơi có thể xác định nguyên nhân không giải thích được của Midnight Channel và cố gắng giải quyết yếu tố cốt truyện này, nhân vật chính gặp gỡ cả nhóm và cùng nhau quyết định kết thúc vụ án một cách tốt đẹp.
Nhân vật chính đối mặt với người phục vụ trạm xăng gặp phải khi bắt đầu trò chơi, người tiết lộ mình là Izanami, "người chỉ huy" đằng sau các sự kiện của trò chơi. Nguyên nhân của sương mù tái diễn được xác lập là một nỗ lực tạo ra một thế giới ảo ảnh bằng cách hợp nhất thế giới TV với thế giới con người, tất cả đều vì "lợi ích" của nhân loại. Cả nhóm theo dõi Izanami trong thế giới TV và chiến đấu với cô ấy, nhưng lúc đầu không thể chiến thắng; Nhân vật chính bị đánh bại được tiếp thêm sức mạnh nhờ mối liên kết mà anh ta đã tạo dựng với những người xung quanh, và với sức mạnh này, đánh thức một Persona mới — Izanagi-no-Okami — mà anh ta sử dụng để đánh bại Izanami. Khi làm như vậy, sương mù ở mỗi thế giới được dỡ bỏ và thế giới TV được khôi phục lại như ban đầu. Trò chơi kết thúc với việc cả nhóm tiễn nhân vật chính vào ngày hôm sau, và một cảnh hậu tín dụng mô tả cả nhóm quyết tâm duy trì tình bạn mãi mãi, khi nhân vật chính kiểm tra ảnh của bữa tiệc.

### Persona 4 Golden
Persona 4 Golden thêm vào 2 Social Links mới cho trò chơi; Adachi và Marie, 1 cô gái bí ẩn đã trở thành phụ tá ở Velvet Room và mong ước được vén màn kí ước đã mất của cô. Nếu người chơi nâng cao Social Link của Adachi lên một cấp độ nhất định, họ được lựa chọn giữ lại danh tính kẻ giết người của anh ta với nhóm, do đó bí ẩn vẫn chưa được giải đáp. Vào ngày cuối cùng của Yu ở Inaba, ta có thể chọn đến thăm Adachi và tiêu hủy một phần bằng chứng quan trọng liên quan đến vụ án. Adachi sau đó đe sẽ bắt Yu vì tội tiêu hủy bằng chứng nếu anh không trả lời các cuộc gọi của hắn. Kết thúc của trò chơi sau đó diễn ra tương tự, sau phần danh đề, Yu đi ngang qua Adachi ở vạch qua . Anh nắm chặt điện thoại trong tay khi Adachi nở nụ cười nhếch mép.

## Phát triển
Theo đạo diễn phát triển trò chơi Hashino Katsuro thì ý tưởng phát triển Persona 4 chỉ xuất hiện sau khi phát hành Persona 3. Đội ngũ phát triển Persona 4 là tất cả những người đã tham gia phát triển Persona 3 cùng một số người mới vốn là những người hâm mộ Persona 3. Atlus đã lên kế hoạch nâng cấp cách chơi cũng như cốt truyện để nó không bị xem là "bản làm lại" nối tiếp của Persona 3. Hashino nói rằng "Để đạt mục tiêu đó chúng tôi đã cố gắng cho người chơi Persona 4 mục tiêu nhất định cũng như cảm giác thúc đẩy để hoàn thành trò chơi. Một câu truyện về những vụ giết người hàng loạt đầy bí ẩn là cách chúng tôi thực hiện việc đó." Các ý kiến phản hồi của những người chơi Persona 3 và Persona 3: FES cũng đã giúp đỡ rất nhiều cho việc phát triển, hơn 2.000 ý kiến đã được các nhân viên Atlus tổng hợp và phân tích. Cốt truyện của Persona 4 theo Hashino là "lấy cảm hứng rất nhiều" từ các tiểu thuyết trinh thám của Arthur Conan Doyle, Agatha Christie và Yokomizo Seishi. "Những cái chết kỳ lạ ở vùng nông thôn và phản ánh như các câu truyện thần thoại Nhật Bản rất tốt" cũng như các chi tiết đặc trưng của tiểu thuyết trinh thám Nhật Bản thể hiện rất nhiều trong trò chơi.
Các thiết kế của thị trấn Inaba trong trò chơi được dựa trên một thị trấn ở ven núi Phú Sĩ. Thiết kế nông thôn của nó là nguồn của một cuộc tranh cãi giữa các thành viên phát triển Persona 4 do mỗi người có ý tưởng riêng của họ về hình ảnh một vùng nông thôn. Kết quả là toàn bộ nhân viên đã đi "săn hình ảnh" để quyết định thiết kế của Inaba. Inaba không đại diện cho một thành phố "Cấp quốc gia thu hút nhiều khách du lịch" nhưng cũng không phải là không được biết đến đến nỗi "Chẳng có gì". Hashino mô tả thành phố như "Có thể tốt hơn hoặc tệ hơn... một thị trấn đang trên đà xuống dốc". Không giống như các trò chơi phiêu lưu với một thế giới lớn để người chơi có thể khám phá, Persona 4 chỉ tập trung hầu hết tại Inaba. Việc này giúp giảm chi phí phát triển cũng như như giúp Atlus có thể "Phát triển các chi tiết khác của trò chơi". Thiết lập trung tâm này cho phép người chơi cảm nhận được "Cuộc sống hằng ngày diễn ra trong trò chơi". Và tránh cảm giác lập đi lập lại, nhiều sự kiện khác nhau diễn ra trong cuộc sống được đưa vào để trò chơi luôn giữ được cảm giác thú vị.
Các nhân vật chính được thiết kế trông giống như các học sinh bình thường nhưng cũng mang chất hiện đại và hơi mang sắc thái vùng nông thôn. Nich Maragos đã nói về thiết kế là "Các nhân vật không hẳn là nhà quê... mà chỉ là đang sống ở một vùng không thuộc đô thị lớn". Đạn diễn nghệ thuật Soejima Shigenori đã thiết kế mỗi nhân vật trong trò chơi có một mái tóc khác nhau.
Phiên bản Persona 4: The Golden (ペルソナ4 ザ・ゴールデン Perusona Fō Za Gōruden) đã phát hành tại Nhật Bản vào ngày 14 tháng 6 năm 2012 đây là bản mở rộng của Persona 4 cho hệ PlayStation Vita. Ban đầu phiên bản này dự định sẽ phát hành trên hệ PlayStation Portable vốn sẽ yêu cầu phải bỏ bớt một số tính năng của hệ PS2 tuy nhiên hệ PS Vita lại đủ mạnh để cho phép mở rộng trò chơi nên Atlus đã chuyển hướng sang hệ máy này. Phiên bản này có nhiều tình tiết mở rộng cũng như có thêm nhân vật, các Persona, trang phục cũng như các đoạn cắt cảnh mới. Trò chơi hỗ trợ thêm tính năng chiến đấu nối mạng không dây của Vita cũng như các tính năng mới cho việc thám hiểm các hầm ngục.

## Truyền thông

### Thương hiệu
Cùng với việc phát hành Persona 4 thì Atlus cũng phát hành luôn một thương hiệu kèm theo như một nhánh của thương hiệu Persona với các búp bê nhỏ, các tài liệu xuất bản, đồ chơi và quần áo. Atlus đã phối hợp với công ty xuất bản Enterbrain Nhật Bản để phát hành hai cuốn sách, một là artbook với các hình ảnh cùng các thông số của các nhân vật và một cuốn fanbook bao gồm các hình ảnh phác thảo, các hình ảnh do người hâm mộ vẽ cũng như có các bài phỏng vấn nhóm phát triển trò chơi. Các công ty khác cũng sản xuất các mặt hàng có liên quan đế trò chơi như Alter đã sản xuất các bức tượng nhỏ của các nhân vật, Cospa sản xuất các loại quần áo, túi xách cùng các vật dụng mà nhân vật mặc. Hầu hết các mặc hàng này chỉ sản xuất tại Nhật. Enterbrain cũng đã phát hành một artbook tiếng Anh có tựa đề Persona 4: Official Design Works.

### Manga
Các chuyển thể manga của Persona 4 đã được thực hiện. Chuyển thể đầu tiên do Sogabe Shūji, người cũng đã từng thực hiện chuyển thể manga của Persona 3, thực hiện. Chuyển thể này đã đăng trên tạp chí Dengeki Black Maoh của ASCII Media Works từ ngày 19 tháng 9 năm 2008. Các chương sau đó đã được tập hợp lại và phát hành thành các tankōbon, tính đến tháng 7 năm 2012 thì có 6 tập đã được phát hành.
Một chuyển thể manga ngoại truyện khác có tựa Persona 4:　The Magician đăng trên tạp chí Persona Magazine đã phát hành từ ngày 07 tháng 11 năm 2011.

### Anime
AIC ASTA đã thực hiện chuyển thể anime của trò chơi và phát sóng tại Nhật Bản trên kênh MBS từ ngày 06 tháng 10 năm 2011 đến ngày 29 tháng 3 năm 2012 với 25 tập. Tất cả các diễn viên lồng tiếng cho trò chơi đều tham gia lồng tiếng cho bộ anime này. Aniplex đã phát hành và phân phối phiên bản DVD/BD của bộ anime từ ngày 23 tháng 11 năm 2011, tập phim trong hộp đĩa đầu tiên có thêm các cảnh mà phiên bản phát sóng trên truyền hình không có, hộp đĩa này còn đính kèm một đĩa đơn chứa bài hát mở đầu và kết thúc của bộ anime. Phiên bản DVD/BD của bộ anime được chờ đón tại Nhật Bản với hộp đĩa BD đầu của bộ anime có doanh thu tốt với 27.951 bản được bán khi hết năm 2011. Một tập đặc biệt chứa "kết thúc thật sự" của bộ anime được phát hành cho phiên bản DVD/BD của bộ anime. Sentai Filmworks đã đăng ký bản quyền phiên bản tiếng Anh của bộ anime để tiến hành việc phân phối tại thị trường Bắc Mỹ.
Một phim anime có tựa Persona 4 The Animation -The Factor of Hope- (ペルソナ4 the Animation -the Factor of Hope-) dài 90 phút đã được công chiếu tại các rạp ở Nhật Bản vào ngày 09 và 10 tháng 6 năm 2012. Bộ phim là tập hợp những sự kiện diễn ra trong bộ anime nhưng nó cũng có luôn "kết thúc thật sự" mà chỉ có phiên bản DVD/BD của bộ anime sau khi phát hành xong mới có.
Bộ anime thứ hai có tựa Persona 4 The Golden Animation (ペルソナ4 ザ・ゴールデンアニメーション) do A-1 Pictures thực hiện chuyển thể cho phiên bản Golden trên hệ PlayStation Vita đã phát sóng tại Nhật Bản từ ngày 11 tháng 7 đến ngày 26 tháng 9 năm 2014 với 12 tập trên kênh MBS. Cốt truyện giống như bộ anime thứ nhất nhưng tập trung vào các sự kiện thêm cùng nhân vật mới của phiên bản Golden. Một tập OVA đặc biệt đã được thực hiện và phát hành vào ngày 10 tháng 12 năm 2014 cùng với phiên bản BD/DVD của bộ anime thứ hai, tập này có chứa một kết thúc hoàn toàn khác.

### Drama CD
Frontier Works đã phát hành ba đĩa drama CD từ ngày 24 tháng 6 năm 2009 đến ngày 26 tháng 5 năm 2010. Một áp phích do Soejima Shigenori thiết kế được đính kèm với đĩa đầu tiên.

### Âm nhạc
Âm nhạc trong trò chơi được soạn chủ yếu bởi Meguro Shōji, Kitajoh Atsushi người được biết đến với các bản nhạc trong Trauma Center: New Blood và Hospital.: 6 Doctors đã soạn bốn bản và Kozuka Ryota đã soạn ba bản. Tất cả các bài hát đều do Hirata Shihoko người mà Meguro thấy có chất giọng phù hợp với các bản nhạc trình bày, lời bài hát do Tanaka Reiko người mà Meguro thấy rất thích hợp để biên soạn các bài hát bằng tiếng Anh soạn. Meguro đã được đưa một phác thảo thô về cốt truyện của trò chơi và cũng đã soạn các bản nhạc thô dựa vào đó, sau đó với sự phát triển của cốt truyện cùng các lời thoại được hình thành thì các bản nhạc cũng dần được hoàn chỉnh và chuyển tải phù hợp với các cảnh trong trò chơi. Meguro đã nói rằng hai bài hát Pursuing My True Self và Reach Out to the Truth đã được soạn để phản ánh sự xung đột bên trong các nhân vật trong trò chơi, bài Pursuing My True Self được dùng như bài hát mở đầu giúp cho mọi người cảm nhận được xung đột nội tâm của nhân vật và bài Reach Out to the Truth sử dụng sau những cuộc chiến lớn trong trò chơi giúp mọi người cảm nhận được "Sức mạnh của những nhân vật này để họ vượt qua những xung đột nội tâm này". Bản nhạc chủ đề Aria of the Soul trong Căn phòng Velvet là bản nhạc chung của các trò chơi trong dòng Persona vẫn tương đối không thay đổi vì Meguro tin rằng bản nhạc đã khá hoàn hảo từ các trò chơi trước.
Aniplex đã phát hành các bản nhạc trong Persona 4 thành hai đĩa CD vào ngày 23 tháng tháng 7 năm 2008. Trong khi hình bìa đĩa nhạc của Persona 3 được thiết kế theo kiểu hiện đại thì hình bìa đĩa nhạc của Persona 4 được thiết kế hơi mang âm hưởng của quá khứ. Một album được biên soạn lại có tên Never More của Persona 4 đã phát hành vào ngày 26 tháng 10 năm 2011, trong album này có các bài hát với lời đầy đủ không bị rút gọn cũng như một số bản biến tấu của các bản nhạc trong trò chơi. Never More đã đứng ở vị trí đầu trong bảng xếp hạng hàng tuần của Oricon và bảng xếp hạng album Nhật Bản có doanh số cao của Billboard trong tuần đầu phát hành với khoảng 27.000 bản được bán, nhiều hơn 6.000 bản so với album The Boys của Girls' Generation trong thời gian này.
| "Persona 4" Original・Soundtrack (「ペルソナ4」 オリジナル・サウンドトラック) | "Persona 4" Original・Soundtrack (「ペルソナ4」 オリジナル・サウンドトラック) | "Persona 4" Original・Soundtrack (「ペルソナ4」 オリジナル・サウンドトラック) |
| STT                                                                           | Nhan đề                                                                       | Thời lượng                                                                    |
| ----------------------------------------------------------------------------- | ----------------------------------------------------------------------------- | ----------------------------------------------------------------------------- |
| 1.                                                                            | "Pursuing My True Self"                                                       | 1:26                                                                          |
| 2.                                                                            | "Kioku no Katasumi (記憶の片隅)"                                              | 1:11                                                                          |
| 3.                                                                            | "Welcome to the limousine"                                                    | 0:26                                                                          |
| 4.                                                                            | "Subete no Hito no Tamashii no Uta (全ての人の魂の詩)"                        | 5:38                                                                          |
| 5.                                                                            | "New Days"                                                                    | 2:18                                                                          |
| 6.                                                                            | "Signs Of Love"                                                               | 3:01                                                                          |
| 7.                                                                            | "Mayonaka TV (マヨナカテレビ)"                                                | 1:18                                                                          |
| 8.                                                                            | "Your Affection"                                                              | 2:52                                                                          |
| 9.                                                                            | "Like a dream come true"                                                      | 2:37                                                                          |
| 10.                                                                           | "Soko ni Iru no wa Dare? (そこにいるのは誰？)"                                | 1:52                                                                          |
| 11.                                                                           | "Reach Out To The Truth -First Battle-"                                       | 2:57                                                                          |
| 12.                                                                           | "SMILE"                                                                       | 3:23                                                                          |
| 13.                                                                           | "Backside Of The TV"                                                          | 2:54                                                                          |
| 14.                                                                           | "Suiri (推理)"                                                                | 3:22                                                                          |
| 15.                                                                           | "Castle"                                                                      | 2:38                                                                          |
| 16.                                                                           | "Kyouki no Kyoukaisen (狂気の境界線)"                                         | 2:19                                                                          |
| 17.                                                                           | "I'll Face Myself -Battle-"                                                   | 3:00                                                                          |
| 18.                                                                           | "I'll Face Myself"                                                            | 2:41                                                                          |
| 19.                                                                           | "muscle blues"                                                                | 1:29                                                                          |
| 20.                                                                           | "It's SHOW TIME!"                                                             | 0:51                                                                          |
| 21.                                                                           | "Hito no Mono (人の夫)"                                                       | 1:40                                                                          |
| 22.                                                                           | "Kerorin MAGIC! (ケロリンMAGIC!)"                                             | 1:04                                                                          |
| 23.                                                                           | "Sauna"                                                                       | 2:04                                                                          |
| 24.                                                                           | "Kakusei (覚醒)"                                                              | 1:23                                                                          |
| 25.                                                                           | "Reach Out To The Truth"                                                      | 2:48                                                                          |
| 26.                                                                           | "Reach Out To The Truth -Inst version-"                                       | 1:32                                                                          |
| 27.                                                                           | "specialist"                                                                  | 2:13                                                                          |
| 28.                                                                           | "Theater"                                                                     | 1:53                                                                          |
| 29.                                                                           | "Heartbeat, Heartbreak"                                                       | 2:15                                                                          |
| 30.                                                                           | "youthful lunch"                                                              | 1:42                                                                          |
| 31.                                                                           | "Game"                                                                        | 2:39                                                                          |
| 32.                                                                           | "ZONE TIME"                                                                   | 1:33                                                                          |
| 33.                                                                           | "A New World Fool"                                                            | 4:18                                                                          |
| 34.                                                                           | "Kiri (霧)"                                                                   | 3:56                                                                          |
| 35.                                                                           | "Period"                                                                      | 1:01                                                                          |
| 36.                                                                           | "Junes no Theme (ジュネスのテーマ)"                                           | 1:39                                                                          |
| 37.                                                                           | "Kokoro no Chikara (P4ver.) (心の力 (P4ver.))"                                | 1:59                                                                          |
| 38.                                                                           | "The Path is Open (P4ver.)"                                                   | 1:50                                                                          |
| 39.                                                                           | "Musoukyoku (夢想曲)"                                                         | 2:23                                                                          |
| 40.                                                                           | "How much?"                                                                   | 1:20                                                                          |
| 41.                                                                           | "Secret Base"                                                                 | 2:30                                                                          |
| 42.                                                                           | "Heaven"                                                                      | 3:00                                                                          |
| 43.                                                                           | "Alone"                                                                       | 2:00                                                                          |
| 44.                                                                           | "Suiri -another version- (推理-another version-)"                             | 0:44                                                                          |
| 45.                                                                           | "Long Way"                                                                    | 2:24                                                                          |
| 46.                                                                           | "Omen"                                                                        | 0:54                                                                          |
| 47.                                                                           | "Kairou (回廊)"                                                               | 2:20                                                                          |
| 48.                                                                           | "The Almighty"                                                                | 4:39                                                                          |
| 49.                                                                           | "The Genesis"                                                                 | 7:51                                                                          |
| 50.                                                                           | "I'll Face Myself-another version-"                                           | 1:44                                                                          |
| 51.                                                                           | "Never More"                                                                  | 6:40                                                                          |
| 52.                                                                           | "Electronica In Velvet Room"                                                  | 4:45                                                                          |
| Tổng thời lượng:                                                              | Tổng thời lượng:                                                              | 2:08:56                                                                       |

Các bản nhạc của anime cũng do Meguro Shōji soạn. Bộ anime có 10 bài hát chủ đề cho cả phần mở đầu và kết thúc. Bài hát mở đầu đầu tiên là bài Pursuing My True Self do Hirata Shihoko trình bày sử dụng trong tập đầu, bài hát chủ đề thứ hai là bài sky's the limit cũng do do Hirata Shihoko trình bày sử dụng như bài hát kết thúc từ tập 2 đến 8 và 10 đến 12, bài hát này còn được dùng như bài hát kết thúc của tập đầu. Bài hát mở đầu thứ ba là bài True Story do Kugimiya Rie trình bày thông qua nhân vật Kujikawa Rise sử dụng trong tập 9. Bài hát mở đầu thứ tư là bài key plus words tiếp tục do Hirata Shihoko trình bày sử dụng ở tất cả các tập còn lại trừ tập 15, tập 15 sử dụng bài hát Burn My Dread do Kawamura Yumi trình bày làm bài hát mở đầu bài hát này vốn là bài hát chủ đề của Persona 3 để phù hợp với bối cảnh của tập anime này. Bài hát kết thúc thực sự đầu tiên là bài Beauty of Destiny do Hirata Shihoko cùng Lotus Juice trình bày sử dụng từ tập 2 đến 12. Bài hát kết thúc thứ hai là bài Koisuru Meitantei (恋する名探偵) do Horie Yui trình bày dùng trong tập 13. Bài hát kết thúc thứ ba là bài The Way of Memories -Kizuna no Chikara- (The Way of Memories -キズナノチカラ-) do Hirata Shihoko trình bày sử dụng trong các tập 14 đến 17, 19 đến 21 và tập 23. Bài hát kết thúc thứ tư là bài Honto no Kimochi (ほんとのきもち) cũng do Hirata Shihoko trình bày sử dụng trong tập 18. Bài hát kết thúc thứ năm là bài Never More do Hirata Shouko trình bày sử dụng trong tập 25. Các bài hát chủ đề cùng các bản nhạc dùng trong bộ anime đã phát hành dưới dạng đính kèm các hộp phiên bản BD/DVD giới hạn của bộ anime.
| Persona 4 the Animation Vol.1 Tokuten CD (ペルソナ4アニメーション Vol.1 特典CD) | Persona 4 the Animation Vol.1 Tokuten CD (ペルソナ4アニメーション Vol.1 特典CD) | Persona 4 the Animation Vol.1 Tokuten CD (ペルソナ4アニメーション Vol.1 特典CD) |
| STT                                                                             | Nhan đề                                                                         | Thời lượng                                                                      |
| ------------------------------------------------------------------------------- | ------------------------------------------------------------------------------- | ------------------------------------------------------------------------------- |
| 1.                                                                              | "sky's the limit"                                                               | 4:15                                                                            |
| 2.                                                                              | "Beauty of Destiny"                                                             | 4:00                                                                            |
| 3.                                                                              | "sky's the limit -instrumental ver.-"                                           | 4:15                                                                            |
| 4.                                                                              | "Beauty of Destiny -instrumental ver.-"                                         | 4:00                                                                            |
| 5.                                                                              | "sky's the limit -TV size ver.-"                                                | 1:34                                                                            |
| 6.                                                                              | "Beauty of Destiny -TV size ver.-"                                              | 1:30                                                                            |
| Tổng thời lượng:                                                                | Tổng thời lượng:                                                                | 19:34                                                                           |

| Persona 4 the Animation Vol.2 Tokuten CD (ペルソナ4 アニメーション Vol.2 特典CD) | Persona 4 the Animation Vol.2 Tokuten CD (ペルソナ4 アニメーション Vol.2 特典CD) | Persona 4 the Animation Vol.2 Tokuten CD (ペルソナ4 アニメーション Vol.2 特典CD) |
| STT                                                                              | Nhan đề                                                                          | Thời lượng                                                                       |
| -------------------------------------------------------------------------------- | -------------------------------------------------------------------------------- | -------------------------------------------------------------------------------- |
| 1.                                                                               | "P4A Main theme"                                                                 | 1:41                                                                             |
| 2.                                                                               | "Peaceful Message"                                                               | 1:37                                                                             |
| 3.                                                                               | "The strange world"                                                              | 2:01                                                                             |
| 4.                                                                               | "out of mere play"                                                               | 1:08                                                                             |
| 5.                                                                               | "Cheerful"                                                                       | 1:24                                                                             |
| 6.                                                                               | "Alone in this World -piano ver.-"                                               | 2:14                                                                             |
| 7.                                                                               | "Falling into Right Places"                                                      | 1:38                                                                             |
| 8.                                                                               | "Sono na wo Kizame (その名を刻め)"                                               | 1:59                                                                             |
| 9.                                                                               | "Recollections"                                                                  | 2:07                                                                             |
| 10.                                                                              | "Gyakunan Dai Sakusen! (逆ナン大作戦!)"                                          | 1:30                                                                             |
| 11.                                                                              | "Truth or Lies"                                                                  | 1:33                                                                             |
| 12.                                                                              | "Lost Control"                                                                   | 1:49                                                                             |
| 13.                                                                              | "Alone in this World"                                                            | 2:16                                                                             |
| 14.                                                                              | "Determination"                                                                  | 1:45                                                                             |
| Tổng thời lượng:                                                                 | Tổng thời lượng:                                                                 | 24:42                                                                            |

| Persona 4 the Animation Vol.3 Tokuten CD (ペルソナ4 アニメーション Vol.3 特典CD) | Persona 4 the Animation Vol.3 Tokuten CD (ペルソナ4 アニメーション Vol.3 特典CD) | Persona 4 the Animation Vol.3 Tokuten CD (ペルソナ4 アニメーション Vol.3 特典CD) |
| STT                                                                              | Nhan đề                                                                          | Thời lượng                                                                       |
| -------------------------------------------------------------------------------- | -------------------------------------------------------------------------------- | -------------------------------------------------------------------------------- |
| 1.                                                                               | "Velvet room"                                                                    | 1:30                                                                             |
| 2.                                                                               | "Peaceful Days"                                                                  | 7:26                                                                             |
| 3.                                                                               | "The Prince of JUNES?"                                                           | 5:42                                                                             |
| 4.                                                                               | "Let's Do Some Intensive Training"                                               | 6:14                                                                             |
| 5.                                                                               | "Troubled Hero"                                                                  | 7:01                                                                             |
| 6.                                                                               | "Strategy Meeting"                                                               | 7:38                                                                             |
| 7.                                                                               | "A Premonition"                                                                  | 2:43                                                                             |
| 8.                                                                               | "We're involved with this too!"                                                  | 6:37                                                                             |
| 9.                                                                               | "May Fool"                                                                       | 5:05                                                                             |
| Tổng thời lượng:                                                                 | Tổng thời lượng:                                                                 | 49:56                                                                            |

| Persona 4 the Animation Vol.4 Tokuten CD (ペルソナ4 アニメーション Vol.4 特典CD) | Persona 4 the Animation Vol.4 Tokuten CD (ペルソナ4 アニメーション Vol.4 特典CD) | Persona 4 the Animation Vol.4 Tokuten CD (ペルソナ4 アニメーション Vol.4 特典CD) |
| STT                                                                              | Nhan đề                                                                          | Thời lượng                                                                       |
| -------------------------------------------------------------------------------- | -------------------------------------------------------------------------------- | -------------------------------------------------------------------------------- |
| 1.                                                                               | "True Story"                                                                     | 3:15                                                                             |
| 2.                                                                               | "True Story -instrumental ver.-"                                                 | 3:15                                                                             |
| 3.                                                                               | "True Story -TV size ver.-"                                                      | 1:32                                                                             |
| 4.                                                                               | "Your Future"                                                                    | 1:45                                                                             |
| 5.                                                                               | "I wish"                                                                         | 2:04                                                                             |
| Tổng thời lượng:                                                                 | Tổng thời lượng:                                                                 | 11:51                                                                            |

| Persona 4 the Animation Vol.5 Tokuten CD (ペルソナ4 アニメーション Vol.5 特典CD) | Persona 4 the Animation Vol.5 Tokuten CD (ペルソナ4 アニメーション Vol.5 特典CD) | Persona 4 the Animation Vol.5 Tokuten CD (ペルソナ4 アニメーション Vol.5 特典CD) |
| STT                                                                              | Nhan đề                                                                          | Thời lượng                                                                       |
| -------------------------------------------------------------------------------- | -------------------------------------------------------------------------------- | -------------------------------------------------------------------------------- |
| 1.                                                                               | "Ain't Nobody Can Hold Me Down"                                                  | 1:00                                                                             |
| 2.                                                                               | "Freedom overflows"                                                              | 1:25                                                                             |
| 3.                                                                               | "A hero appears behind time"                                                     | 1:33                                                                             |
| 4.                                                                               | "Honey's valley"                                                                 | 1:13                                                                             |
| 5.                                                                               | "Guy!"                                                                           | 0:34                                                                             |
| 6.                                                                               | "A・I・K・A"                                                                     | 1:16                                                                             |
| 7.                                                                               | "Tsuioku no Kakera (追憶の欠片)"                                                 | 1:20                                                                             |
| 8.                                                                               | "Birth"                                                                          | 1:38                                                                             |
| 9.                                                                               | "tears of eternity"                                                              | 1:57                                                                             |
| 10.                                                                              | "Truth is hidden into fog"                                                       | 1:34                                                                             |
| 11.                                                                              | "Crazy Shadow"                                                                   | 1:45                                                                             |
| 12.                                                                              | "Time for True Revelation"                                                       | 2:12                                                                             |
| 13.                                                                              | "FALLING DOWN"                                                                   | 3:03                                                                             |
| Tổng thời lượng:                                                                 | Tổng thời lượng:                                                                 | 20:30                                                                            |

| Persona 4 the Animation Vol.6 Tokuten CD (ペルソナ4 アニメーション Vol.6 特典CD) | Persona 4 the Animation Vol.6 Tokuten CD (ペルソナ4 アニメーション Vol.6 特典CD)                               | Persona 4 the Animation Vol.6 Tokuten CD (ペルソナ4 アニメーション Vol.6 特典CD) |
| STT                                                                              | Nhan đề | Thời lượng                                                                       |
| -------------------------------------------------------------------------------- | --- | -------------------------------------------------------------------------------- |
| 1.                                                                               | "key plus words"                                                                                               | 4:24                                                                             |
| 2.                                                                               | "The Way of Memories -Kizuna no Chikara- (The Way of Memories -キズナノチカラ-)"                               | 5:02                                                                             |
| 3.                                                                               | "key plus words -inst ver.-"                                                                                   | 4:24                                                                             |
| 4.                                                                               | "The Way of Memories -Kizuna no Chikara- -inst ver.- (The Way of Memories -キズナノチカラ- -inst ver.-)"       | 5:02                                                                             |
| 5.                                                                               | "key plus words -TV size ver.-"                                                                                | 1:32                                                                             |
| 6.                                                                               | "The Way of Memories -Kizuna no Chikara- -TV size ver.- (The Way of Memories -キズナノチカラ- -TV size ver.-)" | 1:33                                                                             |
| Tổng thời lượng:                                                                 | Tổng thời lượng:                                                                                               | 21:57                                                                            |

| Persona 4 the Animation Vol.7 Tokuten CD (ペルソナ4 アニメーション Vol.7 特典CD) | Persona 4 the Animation Vol.7 Tokuten CD (ペルソナ4 アニメーション Vol.7 特典CD) | Persona 4 the Animation Vol.7 Tokuten CD (ペルソナ4 アニメーション Vol.7 特典CD) |
| STT                                                                              | Nhan đề                                                                          | Thời lượng                                                                       |
| -------------------------------------------------------------------------------- | -------------------------------------------------------------------------------- | -------------------------------------------------------------------------------- |
| 1.                                                                               | "Koisuru Meitantei (恋する名探偵)"                                               | 1:33                                                                             |
| 2.                                                                               | "Honto no Kimochi (ほんとのきもち)"                                              | 4:50                                                                             |
| 3.                                                                               | "Koisuru Meitantei -inst ver.- (恋する名探偵 -inst ver.-)"                       | 1:33                                                                             |
| 4.                                                                               | "Honto no Kimochi -inst ver.- (ほんとのきもち -inst ver.-)"                      | 4:50                                                                             |
| 5.                                                                               | "Memory"                                                                         | 2:08                                                                             |
| 6.                                                                               | "finale"                                                                         | 2:06                                                                             |
| Tổng thời lượng:                                                                 | Tổng thời lượng:                                                                 | 17:00                                                                            |

| Persona 4 the Animation Vol.8 Tokuten CD (ペルソナ4 アニメーション Vol.8 特典CD) | Persona 4 the Animation Vol.8 Tokuten CD (ペルソナ4 アニメーション Vol.8 特典CD) | Persona 4 the Animation Vol.8 Tokuten CD (ペルソナ4 アニメーション Vol.8 特典CD) |
| STT                                                                              | Nhan đề                                                                          | Thời lượng                                                                       |
| -------------------------------------------------------------------------------- | -------------------------------------------------------------------------------- | -------------------------------------------------------------------------------- |
| 1.                                                                               | "Velvet room"                                                                    | 4:39                                                                             |
| 2.                                                                               | "Packing Lunch"                                                                  | 6:27                                                                             |
| 3.                                                                               | "Picnic at the SAMEGAWA river"                                                   | 6:30                                                                             |
| 4.                                                                               | "AIYA's Helper"                                                                  | 3:31                                                                             |
| 5.                                                                               | "Delivery girl"                                                                  | 7:26                                                                             |
| 6.                                                                               | "Down with JUNES!!"                                                              | 4:21                                                                             |
| 7.                                                                               | "Her Identity"                                                                   | 4:50                                                                             |
| 8.                                                                               | "Was it lost?"                                                                   | 2:23                                                                             |
| 9.                                                                               | "Pinch hitter"                                                                   | 4:17                                                                             |
| 10.                                                                              | "INABA Runners"                                                                  | 8:23                                                                             |
| 11.                                                                              | "Perfect delivery"                                                               | 1:34                                                                             |
| Tổng thời lượng:                                                                 | Tổng thời lượng:                                                                 | 54:21                                                                            |

| Persona 4 the Animation Vol.9 Tokuten CD (ペルソナ4 アニメーション Vol.9 特典CD) | Persona 4 the Animation Vol.9 Tokuten CD (ペルソナ4 アニメーション Vol.9 特典CD) | Persona 4 the Animation Vol.9 Tokuten CD (ペルソナ4 アニメーション Vol.9 特典CD) |
| STT                                                                              | Nhan đề                                                                          | Thời lượng                                                                       |
| -------------------------------------------------------------------------------- | -------------------------------------------------------------------------------- | -------------------------------------------------------------------------------- |
| 1.                                                                               | "P4A Fanfare"                                                                    | 1:18                                                                             |
| 2.                                                                               | "Healing"                                                                        | 1:34                                                                             |
| 3.                                                                               | "Romeo and Juliet and Hamlet"                                                    | 1:13                                                                             |
| 4.                                                                               | "car chase"                                                                      | 1:56                                                                             |
| 5.                                                                               | "Eternal"                                                                        | 1:39                                                                             |
| 6.                                                                               | "unmask a person"                                                                | 1:49                                                                             |
| 7.                                                                               | "Empty words"                                                                    | 2:19                                                                             |
| 8.                                                                               | "confused smog"                                                                  | 1:39                                                                             |
| 9.                                                                               | "We Are One and All"                                                             | 3:51                                                                             |
| 10.                                                                              | "Subete no Hito no Tamashii no Kizuna (全ての人の魂の絆)"                        | 5:13                                                                             |
| Tổng thời lượng:                                                                 | Tổng thời lượng:                                                                 | 22:31                                                                            |

Đĩa tập hợp các bản nhạc của phiên bản Persona 4: The Golden đã phát hành vào ngày 27 tháng 6 năm 2012.
| Persona 4 The GOLDEN Original・Soundtrack (「ペルソナ4 ザ・ゴールデン」オリジナル・サウンドトラック) | Persona 4 The GOLDEN Original・Soundtrack (「ペルソナ4 ザ・ゴールデン」オリジナル・サウンドトラック) | Persona 4 The GOLDEN Original・Soundtrack (「ペルソナ4 ザ・ゴールデン」オリジナル・サウンドトラック) |
| STT                                                                                                  | Nhan đề                                                                                              | Thời lượng                                                                                           |
| --- | --- | --- |
| 1.                                                                                                   | "Shadow World"                                                                                       | 4:43                                                                                                 |
| 2.                                                                                                   | "Time To Make History"                                                                               | 2:31                                                                                                 |
| 3.                                                                                                   | "Umi e Ikou ze (海へ行こーぜ)"                                                                       | 2:43                                                                                                 |
| 4.                                                                                                   | "Everyday Sunshine"                                                                                  | 3:19                                                                                                 |
| 5.                                                                                                   | "True Story"                                                                                         | 3:19                                                                                                 |
| 6.                                                                                                   | "Mayonaka Oudan Miracle Quiz (マヨナカ横断ミラクルクイズ)"                                           | 2:01                                                                                                 |
| 7.                                                                                                   | "A Sky Full Of Stars"                                                                                | 2:46                                                                                                 |
| 8.                                                                                                   | "Minna de Hatsumoude (みんなで初詣)"                                                                 | 0:53                                                                                                 |
| 9.                                                                                                   | "Yukemuri Ryojou Dai Sakusen (湯けむり旅情大作戦)"                                                   | 0:26                                                                                                 |
| 10.                                                                                                  | "SNOWFLAKES"                                                                                         | 3:26                                                                                                 |
| 11.                                                                                                  | "Utsuro no Mori no Shoujo (虚ろの森の少女)"                                                          | 3:09                                                                                                 |
| 12.                                                                                                  | "Kioku (記憶)"                                                                                       | 3:20                                                                                                 |
| 13.                                                                                                  | "Never More ~okaeri~ (Never More ～おかえり～)"                                                      | 0:42                                                                                                 |
| 14.                                                                                                  | "SNOWFLAKES -powder snow mix-"                                                                       | 4:22                                                                                                 |
| 15.                                                                                                  | "Shin・Mitsuo Tensei (真・ミツオ転生)"                                                               | 3:04                                                                                                 |
| Tổng thời lượng:                                                                                     | Tổng thời lượng:                                                                                     | 40:44                                                                                                |

Bộ anime The Golden có 6 bài hát chủ đề, 3 mở đầu và 3 kết thúc. Bài hát ở đầu thứ nhất có tên Shadow World, bài hát mở đầu thứ hai là bài Next Chance to Move On, bài hát mở đầu thứ ba có tên key plus words tất cả đều do Hirata Shihoko trình bày. Bài hát kết thúc thứ nhất có tên Dazzling Smile do Hirata Shihoko trình bày, bài hát kết thúc thứ hai là bài Subete no Tamashii no Uta (全ての人の魂の詩) do Meguro Shoji trình bày, bài hát kết thúc thứ ba có tên Never More do Hirata Shihoko trình bày. Hầu hết các bản nhạc chủ đề đều đã được phát hành trong các đĩa đơn hay album của các tác phẩm Persona 4 trước, riêng hai bài Next Chance to Move On và Dazzling Smile thì phát hành dưới dạng đính kèm phiên bản hộp DVD/BD giới hạn đầu tiên của bộ anime này phát hành vào ngày 10 tháng 9 năm 2014, ngoài ra còn có một đĩa đính kèm đặc biệt khác cho hộp đầu tiên chứa bản biến tấu của hai bài hát này. Album chứa các bản nhạc dùng trong bộ anime đã phát hành dưới dạng đính kèm trong phiên bản hộp DVD/BD giới hạn 3 và 5 của bộ anime phát hành vào ngày 12 tháng 11 năm 2014 và ngày 14 tháng 1 năm 2015.
| Persona 4 the Golden ANIMATION Tokuten CD 1 (ペルソナ4 ザ・ゴールデン 特典CD 1) | Persona 4 the Golden ANIMATION Tokuten CD 1 (ペルソナ4 ザ・ゴールデン 特典CD 1) | Persona 4 the Golden ANIMATION Tokuten CD 1 (ペルソナ4 ザ・ゴールデン 特典CD 1) |
| STT                                                                             | Nhan đề                                                                         | Thời lượng                                                                      |
| ------------------------------------------------------------------------------- | ------------------------------------------------------------------------------- | ------------------------------------------------------------------------------- |
| 1.                                                                              | "Next Chance to Move On"                                                        | 4:19                                                                            |
| 2.                                                                              | "Dazzling Smile"                                                                | 4:50                                                                            |
| 3.                                                                              | "Next Chance to Move On -karaoke ver.- (Next Chance to Move On -カラオケver.-)" | 4:19                                                                            |
| 4.                                                                              | "Dazzling Smile -karaoke ver.- (Dazzling Smile -カラオケver.-)"                 | 4:47                                                                            |
| Tổng thời lượng:                                                                | Tổng thời lượng:                                                                | 18:15                                                                           |

| Persona 4 the Golden ANIMATION Tokusei Arrange CD (ペルソナ4 ザ・ゴールデン アニメーション 特製アレンジCD) | Persona 4 the Golden ANIMATION Tokusei Arrange CD (ペルソナ4 ザ・ゴールデン アニメーション 特製アレンジCD) | Persona 4 the Golden ANIMATION Tokusei Arrange CD (ペルソナ4 ザ・ゴールデン アニメーション 特製アレンジCD) |
| STT | Nhan đề | Thời lượng                                                                                                 |
| --- | --- | --- |
| 1. | "Next Chance to Move On -special mix-"                                                                     | 5:12 |
| 2. | "Dazzling Smile -special mix-"                                                                             | 4:37 |
| 3. | "Time To Make History -special mix-"                                                                       | 4:33 |
| 4. | "Kioku -Special Mix- (記憶 -special mix-)"                                                                 | 4:44 |
| Tổng thời lượng:                                                                                           | Tổng thời lượng:                                                                                           | 19:06 |

| Persona 4 the Golden ANIMATION Original Soundtrack VOL.1 (ペルソナ4 ザ・ゴールデン オリジナル・サウンドトラック VOL.1) | Persona 4 the Golden ANIMATION Original Soundtrack VOL.1 (ペルソナ4 ザ・ゴールデン オリジナル・サウンドトラック VOL.1) | Persona 4 the Golden ANIMATION Original Soundtrack VOL.1 (ペルソナ4 ザ・ゴールデン オリジナル・サウンドトラック VOL.1) |
| STT | Nhan đề | Thời lượng |
| --- | --- | --- |
| 1. | "Friendly Conflict" | 1:50 |
| 2. | "Golden Days" | 2:01 |
| 3. | "Perfect Plan" | 1:50 |
| 4. | "Just Like the Wind -instrumental-"                                                                                    | 2:26 |
| 5. | "Hiai (悲哀)" | 1:31 |
| 6. | "fearful" | 1:56 |
| 7. | "True Story" | 3:17 |
| 8. | "a little" | 2:00 |
| 9. | "a downfall" | 5:45 |
| 10. | "impatience" | 1:48 |
| 11. | "Ying Yang" | 6:02 |
| Tổng thời lượng: | Tổng thời lượng: | 30:26 |

| Persona 4 the Golden ANIMATION Original Soundtrack VOL.2 (ペルソナ4 ザ・ゴールデン オリジナル・サウンドトラック VOL.2) | Persona 4 the Golden ANIMATION Original Soundtrack VOL.2 (ペルソナ4 ザ・ゴールデン オリジナル・サウンドトラック VOL.2) | Persona 4 the Golden ANIMATION Original Soundtrack VOL.2 (ペルソナ4 ザ・ゴールデン オリジナル・サウンドトラック VOL.2) |
| STT | Nhan đề | Thời lượng |
| --- | --- | --- |
| 1. | "prospect" | 1:40 |
| 2. | "Jingle Bell (ジングルベル)"                                                                                           | 1:52 |
| 3. | "Kung fu" | 1:35 |
| 4. | "Get Carried Away" | 2:24 |
| 5. | "by any chance" | 1:36 |
| 6. | "Discouragement" | 1:11 |
| 7. | "My eyes only" | 3:12 |
| 8. | "Things left behind"                                                                                                   | 2:34 |
| 9. | "Divine" | 4:02 |
| 10. | "Signal Fire of a Counterattack"                                                                                       | 1:58 |
| 11. | "Fight Alone" | 2:04 |
| 12. | "Just Like the Wind"                                                                                                   | 2:25 |
| 13. | "Detachment" | 1:58 |
| 14. | "Long Way" | 1:54 |
| 15. | "Dazzling Smile" | 4:46 |
| Tổng thời lượng: | Tổng thời lượng: | 35:11 |

### Hòa nhạc
Một buổi hòa nhạc có tên VisuaLive: Persona 4 (VISUALIVE『ペルソナ4』) đã được thực hiện vào ngày 15 đến 20 tháng năm 2012. Các diễn viên vào vai các nhân vật là Baba Toru vào vai nhân vật nam chính (tên của nhân vật này do khán giả bình chọn), Maeyama Takahisa vào vai Hanamura Yosuke, Tsukui Minami vào vai Satonaka Chie, Yoshiki Risa vào vai Amagi Yukiko, Saotome Jyōji vào vai Nagase Daisuke, Ota Motohiro vào vai Ichijo Kou, Taniguchi Masashi vào vai Dojima Ryotaro và Ito Masami vào vai Adachi Tohru. Diễn viên lồng tiếng cho nhân vật Teddie là Yamaguchi Kappei cũng tham gia buổi biểu diễn này với vai Teddie.

## Đón nhận
Persona 4 đã nhận được rất nhiều các đánh giá tích cực từ các nhà phê bình bên trong và bên ngoài Nhật Bản, trò chơi đã giành vị trí đầu trong bảng xếp hạng về doanh thu trong ngày đầu tiên phát hành. Tại Nhật Bản, Persona 4 đã bán được 193.000 bản trong vòng tuần đầu tiên phát hành. Còn tại thị trường Bắc Mỹ thì phiên bản PlayStation 2 của trò chơi đã bán chạy nhất trên Amazon.com trong vòng 2 tuần đầu phát hành. Persona 4 đã giành danh hiệu Trò chơi PlayStation 2 hay nhất của tại chí Famitsu năm 2008. Hiệp hội các nha cung cấp giải trí máy tính (CESA) Nhật Bản đã trao cho trò chơi danh hiệu Trò chơi xuất sắc của nămtại lễ trao giải trò chơi Nhật Bản năm 2009 vì "Chất lượng cao của tác phẩm" và "Cốt truyện tuyệt vời, hầm ngục có khả năng tự động thiết lập và nhạc nền ấn tượng.".

### Đánh giá
Persona 4 đã nhận được rất nhiều các đánh giá tích cực từ các nhà phê bình bên trong và bên ngoài Nhật Bản kể từ khi được phát hành. Metacritic đã đánh giá trò chơi là 90/100 dựa trên 47 bài đánh giá. Famitsu nói rằng dù không có thay đổi nhiều trong cách chơi từ phiên bản trước nhưng sự thay đổi trong cách chiến đấu đã nhận được sự ủng hộ với nhận xét "Nhịp điệu khá nhanh như thế sẽ tránh được sự buồn chán" và đánh giá khả năng điều khiển các nhân vật là "Làm cho dễ chơi hơn nhiều". IGN thì nhận xét "Nhịp điệu có thể là hơi quá nhanh" và "Một số điểm có vẻ như được thêm thắt hoặc không hề bị đả động đến từ trò chơi trước" trong đó lại khen ngợi trò chơi là "Sự tiến hóa thẳng trực tiếp của dòng trò vai nhập vai cổ điển" nhưng cũng nói âm nhạc của trò chơi "Lặp lại đôi chút". Ryan Mattich tại RPGFan đã đánh giá Persona 4 là "Một trong những kinh nghiệm thú vị nhất trong năm về trò chơi nhập vai" cũng như nói trò chơi là một phiên bản nối tiếp không mấy khác biệt nhưng là một ví dụ hoàn hảo trong việc giữ cân bằng với việc làm cho người chơi có cảm giác lại chơi trò chơi cũ và một trò chơi hoàn toàn mới trong thể loại. Andrew Fitch tại 1UP.com thì nhận xét trò chơi là "Một trong các trò chơi nhập vai hay và lớn của thập kỷ" nhưng cũng nói là "Còn một số vấn đề nhỏ trong việc nạp trò chơi" cũng như nói thời gian chờ nạp là "Đủ để ra trò chơi mới". GameTrailers đã đả đánh giá trò chơi là 9.3 với nhận xét đây là một trong các ví dụ điển hình về dòng trò chơi nhập vai Nhật Bản và nó nổi bật giữa các trò chơi khác kể cả Persona 3. Wired thì chỉ ra rằng đồ họa của trò chơi dù không bằng với các trò chơi thuộc hệ PlayStation 3 hay Xbox 360 nhưng nó có một phong cách độc đáo đủ để bù đắp cho vấn đề đó cũng như nhận xét về âm nhạc là "Tuyệt vời, nhất là trong các trận đánh".
Thiết lập của trò chơi đã nhận được các đánh giá khác nhau. IGN đã nhận xét chủ đề là "Các vụ giết người bí ẩn là chủ đề quen thuộc từ Persona 3", còn về việc thám hiểm và mô phỏng xã hội thì "Được nhàu nặn một cách thú vị" nhưng có cũng làm cho thời gian chơi trở nên quá dài. Tim Henderson tại Hyper đã nói rằng trò chơi đã thành công trong việc kết hợp các truyền thuyết cổ xưa vào bối cảnh đô thị cùng những ý khác một cách mạch lạc. Tuy nhiên ông cũng nói là tốc độ cốt truyện khá chậm khiến có cảm giác như có sự thiếu liên kết ở mảng này.